# Краща половина (Доктор Хаус)
«Краща половина» (англ. The Softer Side) — шістнадцята серія п'ятого сезону американського телесеріалу «Доктор Хаус». Прем'єра епізоду проходила на каналі FOX 23 лютого 2009. Доктор Хаус і його нова команда мають врятувати хлопчика з генетичним мозаїцизмом і занадто турботливими батьками.

## Сюжет
На грі з баскетболу 13-річний Джексон раптово непритомніє. У лікарні команда дізнається, що у хлопчика генетичний мозаїцизм і що у нього тазовий біль. Батьки вважають, що у їх сина сліпа матка і просять Хауса перевірити це. Він наказує зробити МРТ з контрастом, але воно нічого не показує. Команда робить ендоскопію сечового міхура, але під час процедури у хлопчика виникає зупинка дихання через наповнення серця ексоданом. Тринадцята вважає, що у пацієнта може бути автоімунний поліартрит через вживання тестостерону. Хаус наказує почати лікування. Проте у Джексона червоніють долоні, а аналіз підтверджує недостатність печінки та нирок. Тринадцята вважає, що хлопчик міг вживати наркотики чи алкоголь. Хаус наказує перевірити будинок і школу.
Там Форман і Тринадцята знаходять вірш і розуміють, що хлопчик хоче покінчити з життям. Проте Тауб перевіряє пацієнта на токсоплазмоз і результат виявляється позитивним. Команда починає лікування і розуміє, що їх начальник на героїні, проте Хаус зізнається, що він на метадоні. Невдовзі у пацієнта починається блювання з кров'ю. Хірург виявляє некроз підшлункової. Кадді наказує Хаусу обирати між роботою й метадоном і той звільняється. Кадді призначає Формана головним. Тринадцята вважає, що у хлопчика може бути хвороба Зоріана Елісона і команда починає лікування, але воно не допомагає. Залишається останній варіант — склеродермія, яка не лікується. Проте Тринадцята дізнається, що робота нирок покращилась. Лікування склеродермії не дало б такого результату, а це означає, що нирки вилікував тестостерон, який батьки не припиняли давати своєму сину.
Кадді вирішує дозволити Хаусу вживання небезпечних ліків у контрольованій дозі й той знову повертається до роботи. Хаус розуміє, що батьки часто давали Джексону енергетики, які й спричинили перше знепритомнення. Подальші симптоми спричинив контраст, який команда ввела для МРТ. Нирки вже тоді погано працювали й не змогли вивести речовину, а це означає, що вона розійшлась по всьому тілу. Команда починає виведення контрасту з організму і хлопчик одужує. Хаус розуміє, що метадон забрав не тільки біль, але і його мислення. Він вирішує знову повернутися до вікодину і болю у нозі.